# Араф
Ара́ф (араб. الأعراف‎ /ʔal.ʔaʕ.ˈraːf/ «преграды») — в исламской эсхатологии пространство между раем (джаннат) и адом (джаханнам), судьба обитателей которого может перемениться как к лучшему, так и к худшему. Упомянуто в седьмой суре Корана.

## В Коране
Добрые деяния обитателей арафа оказались равными греховным, и поэтому они останутся в нём, ожидая милости Аллаха. Они будут приветствовать обитателей рая, мечтая разделить их участь, и будут видеть ужасы адских мучений, моля Аллаха о пощаде. В конце концов, Аллах пощадит их и введёт их в рай.
Об этом говорится в коранических аятах:

Между ними будет изгородь, а на оградах (аль-араф) будут люди, которые распознают каждого из них по их признакам. Они воззовут к обитателям Рая: «Мир вам!» Они пока не войдут в Рай, хотя будут желать этого. ۝ Когда же их взоры обратятся к обитателям Огня, они скажут: «Господь наш! Не помещай нас с людьми несправедливыми!»
—  7:46, 47 (Кулиев)